# Orde van de Rode Ster (Volksrepubliek Boechara)
De Orde van de Rode Ster (Russisch: "Орден Красной Звезды") van de Volksrepubliek Boechara werd op 3 augustus 1922 door het Praesidium van de Sovjet van Boechara ingesteld. De socialistische orde had drie klassen. Oorspronkelijk werd de onderscheiding die aan militairen die zich in de felle gevechten van de Russische Burgeroorlog hadden onderscheiden de "Знак Военного отличия" oftewel "Militair Ereteken van Boechara" genoemd. De IIIe Graad is het ereteken van een "Защитнику Революции" oftewel een "Verdediger van de Revolutie" een eretitel die door de gedecoreerde militair gedragen werd. Het Rode Leger stond de revolutionairen in Boechara bij in de strijd tegen een groot aantal vijanden waaronder Tsaristische of "Witte" troepen maar ook avonturiers, islamitische fundamentalisten en bandieten.
Rond de instelling en verlening van de orden is veel onduidelijk gebleven, men twist over namen, ontwerpen en aantallen. De orde lijkt op de oudere Orde van het Nobele Buchara.
De eerste onderscheiding werd op 2 november 1922 na de Slag bij kishlak Kushhana uitgereikt.
De Vsebuharsky Kurultai, het Volkscongres, eerde de Russische korpscommandant in 1922 met een sabel waarvan het gevest met vijf sterren van de Orde van de Rode Ster was versierd. Op het zilveren kling stond de tekst "Означенное отличие присуждается Вам, глубокоуважаемый товарищ Павлов, за Ваши победы над врагами бухарского народа" gegraveerd.
Toen de Volksrepubliek Boechara in 1924 in Oezbekistan opging verdween ook de orde. Er schijnen 590 personen en 10 legereenheden te zijn onderscheiden maar zekerheid over dit getal is er niet.
Het gebied was sterk op de Sovjet-Unie georiënteerd.

## Versierselen
- De Ie Klasse was van verguld zilver met een lichtblauw geëmailleerd medaillon.
- De IIe Klasse was van zilver met een donkerblauw geëmailleerd medaillon.
- De IIIe Klasse is van zilver en werd gedeeltelijk met rode en lichtblauwe email versierd. Deze onderscheiding is uiterst zeldzaam en wordt soms bij vergissing de "Orde van de Rode Maan", "Зщитнику революции" of "Zschitniku revolution" genoemd.[3]

De ster van de Ie en IIe Klasse herinnert aan de voortbrengselen van de Aziatische culturen zoals de Perzen. Deze opvallend grote sterren werden door Pugachev vervaardigd.
Het versiersel mist de op de door de communisten ingestelde orden gebruikelijke symbolen zoals de tekst "Arbeiders aller landen verenigt u" maar een kleine rode ster zij het zonder de gebruikelijke hamer en sikkel ontbreekt niet. Het sierlijke Arabische schrift en de kleine halve maan zijn lokale elementen. Op de IIIe Klasse is ook een Cyrillische tekst "Защитнику Революции" aangebracht.
Het ontwerp is traditioneel en kleur en vorm van met name de Ie en IIe Klasse passen bij de keramische kunst van Boechara. De orde breekt anderzijds volledig met de op het kruis gebaseerde vormentaal van de oudere Russische onderscheidingen.
Jozef Stalin, indertijd Volkscommissaris voor Nationaliteiten was een van de eerste dragers van deze orde.

## Zie ook

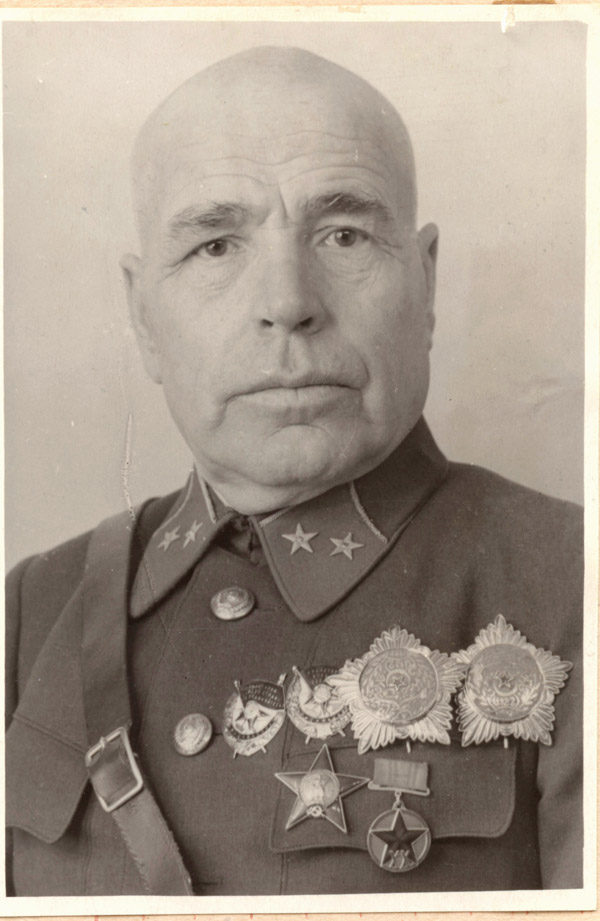
De Russische veteraan IIe Luitenant Barinov draagt de Ie en IIe Klasse van de Orde van de Rode Ster, de Orde van de Rode Ster van de Sovjet-Unie en tweemaal de Orde van de Rode Vlag van de Sovjet-Unie.